# شبیه‌سازی مخزن
شبیه‌سازی مخزن (انگلیسی: Reservoir simulation) بخشی از مهندسی مخزن است، که با بهره‌گیری از مدلسازی کامپیوتری، دینامیک شاره‌ها را در محیط متخلخل پیش بینی می‌نماید. مدلهای ریاضی شبیه‌سازی شده از مخازن زیرزمینی نفت و گاز، در توسعه میادین هیدروکربوری، توسط شرکت‌های نفتی مورد استفاده قرار می‌گیرد.